# Inflection AI
Inflection AI est une startup d'intelligence artificielle fondée par Reid Hoffman, Mustafa Suleyman et Karén Simonyan en 2022.
En juin 2023, l'entreprise a levé 1,3 milliard de dollars USD pour atteindre une valorisation de 4 milliards. En mars 2024, Suleyman et Simonyan annoncent quitter l'entreprise pour rejoindre Microsoft AI, une nouvelle division de Microsoft.

## Produits
Le premier produit largement diffusé par Inflection AI est un chatbot, Pi, qui est destiné à fonctionner comme un assistant personnel basé sur l'intelligence artificielle.
Comparé à d'autres agents conversationnels comme ChatGPT, Pi est conçu pour être plus empathique et similaire à l'humain dans la conversation. Mustafa Suleyman indique avoir cherché un juste milieu entre l'humour et la créativité d'un côté, et le politiquement correct de l'autre. Pi n'est cependant pas adapté pour la génération de code informatique ou d'essais.